# Gilman (Minnesota)
Gilman es una ciudad ubicada en el condado de Benton en el estado estadounidense de Minnesota. En el Censo de 2010 tenía una población de 224 habitantes y una densidad poblacional de 164,11 personas por km².

## Geografía
Gilman se encuentra ubicada en las coordenadas 45°44′7″N 93°57′0″O / 45.73528, -93.95000. Según la Oficina del Censo de los Estados Unidos, Gilman tiene una superficie total de 1.36 km², de la cual 1.36 km² corresponden a tierra firme y (0%) 0 km² es agua.

## Demografía
Según el censo de 2010, había 224 personas residiendo en Gilman. La densidad de población era de 164,11 hab./km². De los 224 habitantes, Gilman estaba compuesto por el 100% blancos, el 0% eran afroamericanos, el 0% eran amerindios, el 0% eran asiáticos, el 0% eran isleños del Pacífico, el 0% eran de otras razas y el 0% pertenecían a dos o más razas. Del total de la población el 0% eran hispanos o latinos de cualquier raza.